# Storia dell'astronautica
La storia dell'astronautica è l'insieme di tutti gli eventi a partire dalla progettazione di missili a propulsione, passando per la corsa allo spazio, l'era degli Space Shuttle, la Stazione spaziale internazionale fino alla corsa verso Marte.

## La fantasia di Verne
Prima ancora dell'invenzione del missile a propulsione, in Dalla Terra alla Luna, il romanzo di fantascienza di Jules Verne del 1865, anticipa le prime fasi dello storico allunaggio avvenuto poi realmente il 20 luglio 1969 con la missione Apollo 11.

## L'età dei pionieri
La storia dell'astronautica è legata alla progettazione e realizzazione dei missili a propulsione. Attualmente la propulsione a razzo è ancora il modello di propulsione usata nelle missioni spaziali.
Le testimonianze più antiche sull'uso della propulsione a razzo ci arrivano dalle cronache cinesi, che ci parlano di usi bellici, come frecce, e rituali, come fuochi d'artificio. Nel XIX secolo i razzi vennero perfezionati dal colonnello britannico William Congreve, che aprì la strada all'utilizzo bellico dei razzi negli eserciti moderni.
Lo scienziato russo Konstantin Tsiolkovsky fu il primo a teorizzare l'uso dei razzi per l'esplorazione spaziale. Nel 1926 l'americano Robert Goddard effettuò il lancio del primo razzo a combustibile liquido.

## Von Braun e i missili tedeschi
Durante la seconda guerra mondiale lo scienziato tedesco Wernher Von Braun, allievo di Hermann Oberth, realizzò i missili V2.

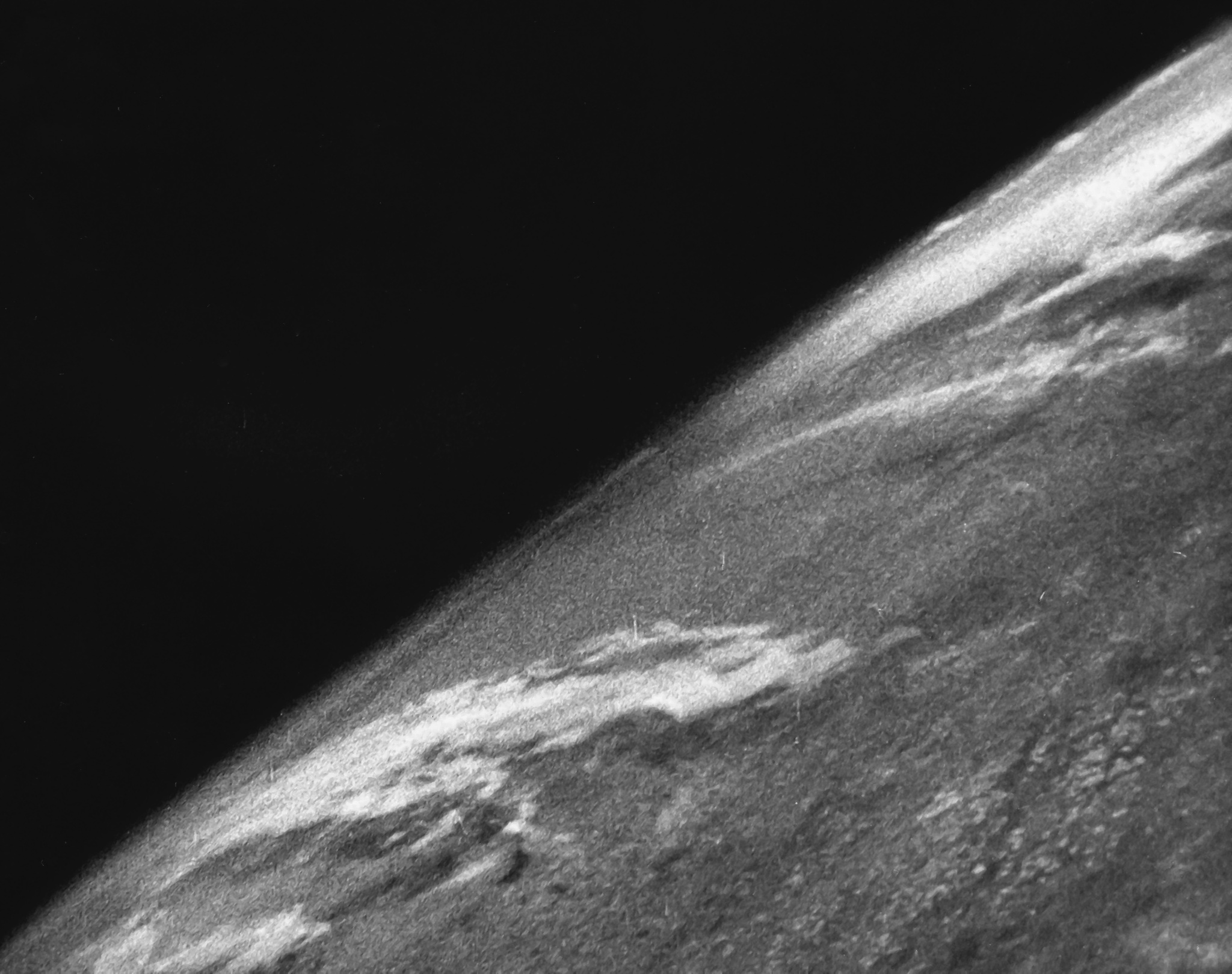
Prima foto della Terra dallo spazio ripresa da un razzo V2

## Sputnik I e l'inizio dell'era spaziale
Lo Sputnik 1 fu il primo satellite artificiale in orbita nella storia. Venne lanciato il 4 ottobre 1957 dal cosmodromo di Baikonur, nell'odierno Kazakistan, grazie al vettore R-7 (Semërka) progettato da Sergej Korolev.

## L'esplorazione della Luna
L'esplorazione della Luna è cominciata nel 1959, con l'invio delle prime sonde spaziali senza equipaggio da parte dell'Unione Sovietica.

## L'uomo nello spazio

### Il primo volo
Il 12 aprile 1961 l'Unione Sovietica lanciò nello spazio la navicella Vostok 1 con a bordo il primo cosmonauta, Yuri Gagarin.

### La prima donna nello spazio
Il 16 giugno 1963 l'Unione Sovietica mandò nello spazio la prima donna, Valentina Tereshkova.

### Il primo volo multiposto
Il 12 ottobre 1964 l'Unione Sovietica lanciò nello spazio la prima navicella con più cosmonauti a bordo, la Voschod 1, che portò in orbita tre uomini.

### I fratelli Judica Cordiglia
Due radioamatori italiani, i fratelli Judica Cordiglia, sostennero di avere intercettato trasmissioni radio dallo spazio da parte di cosmonauti lanciati sia prima che dopo il lancio di Yuri Gagarin, nel corso di missioni spaziali tenute segrete dall'Unione Sovietica. Si è così formata la cosiddetta teoria dei cosmonauti perduti, che ipotizza che diversi cosmonauti siano morti nello spazio nel corso di tali missioni segrete. Dopo il dissolvimento dell'Unione Sovietica avvenuto nel 1991, gli archivi del programma spaziale sono stati messi a disposizione degli studiosi e le ricerche effettuate da esperti come il professor Asif Siddiqi e l'ex ingegnere della NASA James Oberg non hanno trovato elementi concreti a sostegno dell'ipotesi che tali missioni siano realmente avvenute.

## La corsa allo spazio
Nel clima della guerra fredda, il lancio dello Sputnik 1 ha dato origine alla cosiddetta corsa allo spazio, culminata nel luglio 1969 con lo sbarco sulla Luna da parte di due astronauti dell'Apollo 11. Nell'aprile 1971 i sovietici hanno lanciato nello spazio la prima stazione spaziale abitata, la Saljut 1. La corsa allo spazio ha avuto termine nel luglio 1975 con il Programma test Apollo-Sojuz, la prima missione spaziale congiunta tra Stati Uniti e Unione Sovietica.

## L'era dello Space Shuttle
Il primo lancio di uno Space Shuttle, il Columbia, venne effettuato il 12 aprile 1981.

## La Stazione spaziale internazionale
Il lancio del primo modulo della Stazione spaziale internazionale venne effettuato il 20 novembre 1998.

## Esplorazione di Marte
A partire dall'inizio degli anni sessanta, numerose sonde spaziali senza equipaggio sono state lanciate verso Marte per studiarne l'atmosfera e la geologia. Il Programma Aurora dell'Agenzia Spaziale Europea prevede uno sbarco umano su Marte nel 2030.